# Yeah!: Aretha Franklin in Person
Yeah!: Aretha Franklin in Person è un album della cantante soul statunitense Aretha Franklin, pubblicato nel 1965 dalla Columbia Records.

## Tracce
1. This Could Be the Start of Something
2. Once in a Lifetime
3. Misty
4. More
5. There Is No Greater Love
6. Muddy Water
7. If I Had a Hammer
8. Impossible
9. Today I Love Everybody
10. Without the One You Love
11. Trouble in Mind
12. Love for Sale